# Naddia iacobi
Naddia iacobi – gatunek chrząszcza z rodziny kusakowatych.
Gatunek ten opisany został w 2014 roku przez G.-M. de Rougemonta. Epitet gatunkowy upamiętnia pierwszego radżę Sarawaku, Jamesa Brooke'a.
Czarny chrząszcz z rudoceglastymi odnóżami i odwłokiem, rudymi głaszczkami oraz szarobrunatnymi czułkami. Owłosienie pokryw jest gęste i mosiężne, tarczki bardzo gęste, odnóży jasne, a przedplecza i głowy jasne i rozproszone. Wierzch odwłoka oprócz owłosienia czarnego ma łatki owłosienia złocistego na tergitach. Długość ciała u holotypu wynosi 12 mm. Skronie ma rozszerzone ku tyłowi, o długości mniejszej niż średnica oczu w widoku grzbietowym. Samiec ma edeagus o długim i wąskim środkowym płacie, sklerycie nasadowym zwężonym ku tępemu wierzchołkowi oraz bardzo krótkich, wciętych pośrodku wierzchołka paramerach.
Owad orientalny, endemiczny dla Borneo, znany z brunejskiego dystryktu Temburong (Kuala Belalong Field Study Centre), indonezyjskiego Borneo Środkowego oraz malezyjskiego stanu Sarawak.